# سلفات البروتامين
سلفات البروتامين هو دواء يستخدم لعكس آثار الهيبارين. ويستخدم على وجه التحديد في الهيبارين ولعكس آثاره أثناء الولادة. ويعطى كعلاج عن طريق الوريد. تبدأ الآثار عادةً في عضون خمس دقائق.
تتضمن الآثار الجانبية لهذا العلاج انخفاض ضغط الدم، بطء القلب، حساسية، تقيؤ. ردود الفعل تجاه الحساسية قد تكون شديدة وقد تتضمن صدمة الحساسية. عامل الخطورة لدى الذكور الذين يعانون من قطع القناة المنوية يكون أكبر. في حين أنه لا يوجد دليل على الضرر الذي قد ينجم عن استعمال هذا العلاج أثناء الحمل، إلا أن ذلك لم يُدرس جيداً في هذه المجموعة. يعمل البروتامين عن طريق الارتباط بالهيبارين.
تمت الموافقة على استخدام سلفات البروتامين طبيّاً في الولايات المتحدة عام 1969. وهو مدرجة في قائمة الأدوية الأساسية النموذجية لمنظمة الصحة العالمية، التي تضم أكثر الأدوية فعالية وأماناً اللازمة في نظم الرعاية الصحية. تبلغ تكلفة مبيعات الجملة منه في الدول النامية حوالي 2.82 إلى 12.20 دولاراً أمريكياً للقنينة.

## الاستخدامات الطبية
يستخدم سلفات البروتامين عادةً لعكس جرعة كبيرة من الهيبارين أثناء العمليات الجراحية، خاصة جراحة القلب. يتم إعطاء جرعة من البروتامين عند توقف ضخ الدم لدى المريض عندما لا يعود ثمة حاجة لوجود دورة دموية خارج الجسم (عضو منقول خارج الجسم) أو منع تخثر الدم.
كما يستخدم في نقل الجينات، وتنقية البروتين وفي استنبات الأنسجة كعامل تشابل للتنبيغ الفيروسي.
في العلاج الجيني، دٌرِس سلفات البروتامين كوسيلة لزيادة معدلات التنبيغ في الحالات الفيروسية  وحالات غير فيروسية (مثلاُ استخدام الدهون الموجبة) mediated delivery mechanisms.

### الجرعات
الجرعة المستخدمة لعكس تأثير الهيبارين تكون من 1.0 إلى 1.5 ملغم من سلفات البروتامين لكل 100 وحدة من الهيبارين النشط، بحيث لا تتجاوز هذه الجرعة 50 ملغم. يجب مراقبة زمن الثرمبوبلاستين الجزئي بعد 5-15 دقيقة من إعطاء الجرعة، ثم تتم المراقبة بعد 2-8 ساعات بعد ذلك.

## الآثار السلبية
يسبب البروتامين حساسية لدى المرضى الذين يعانون حساسية ضد الأسماك، ومرضى السكري الذين يستخدمون مستحضرات الإنسولين التي تحتوي على بروتامين ولدى الرجال الذين استئصل لديهم الأَسْهَر أو مصابون بالعقم. ويحدث ذلك بمعدلات تتراوح بين 0.28% و6%.
تجنب طرق إعطاء سلفات البروتامين وقد تقلل المعالجة المسبقة للمرضى المعرضين لخطر مضادات الهستامين (H1 وH2) والستيرويدات من هذه التفاعلات. يوصى بإعطاء جرعة اختبار 5-10 ملغ بعد المعالجة المسبقة قبل إعطاء الجرغة الكاملة.

## التاريخ
تمّ عزل البروتامين في الأصل من الحيوانات المنوية لسمك السالمون وأنوع أخرى من الأسماك، لكنه يُنتج الآن باستخدام التكنولوجيا الحيوية على الحمض النووي معاد التركيب.

## وصلات خارجية
- Protamine+Sulfate في المكتبة الوطنية الأمريكية للطب نظام فهرسة المواضيع الطبية (MeSH).